# Nicolaas Petrus Kremer
Nicolaas Petrus Kremer (Apeldoorn, 22 oktober 1916 – Deventer, 10 januari 1983) was een Nederlands politicus van de ARP en later het CDA.
Via de militaire dienst kwam hij bij de politie. Later was hij hoofdcommies bij de gemeentesecretarie van Enschede voor hij in juli 1960 benoemd werd tot burgemeester van de Zuid-Hollandse gemeente Zuidland. Vanaf september 1967 was Kremer tevens burgemeester van Abbenbroek en Oudenhoorn. In januari 1974 volgde zijn benoeming tot burgemeester van Bodegraven, wat hij zou blijven tot zijn pensionering in november 1981. Ruim een jaar later overleed Kremer op 66-jarige leeftijd. In Bodegraven is postuum de Burgemeester Kremerweg naar hem vernoemd.